# Amt Süderbrarup
Das Amt Süderbrarup ist ein Amt im Osten Angelns im Kreis Schleswig-Flensburg in Schleswig-Holstein. Der Verwaltungssitz befindet sich in der Gemeinde Süderbrarup.

## Amtsangehörige Gemeinden
| 1. Böel 2. Boren 3. Loit 4. Mohrkirch 5. Norderbrarup | 1. Nottfeld 2. Rügge 3. Saustrup 4. Scheggerott 5. Steinfeld | 1. Süderbrarup 2. Ulsnis 3. Wagersrott |

Zum 1. März 2013 wurden die Gemeinden Ekenis und Kiesby, die Teil des Amtes waren, nach Boren eingemeindet.
Zum 1. März 2018 haben die amtsangehörigen Gemeinden Brebel, Dollrottfeld und Süderbrarup fusioniert.

## Wappen
Blasonierung: „Über blauem Wellenschildfuß, darin ein goldener Schleischnäpel, in Gold ein blaues Wagenrad mit drei wie eine Triskele geformten Speichen, links und rechts begleitet von je einer blauen Ähre.“

## Smart City
Seit 2019 ist das Amt Süderbrarup eines von 13 Smart-City-Modellprojekten in Deutschland.